# Починок (град)
Починок (на руски: Починок) е град в Русия, административен център на Починковски район, Смоленска област. Населението на града към 1 януари 2018 година е 8545 души.